# 普列文
普列文（羅馬化：Pleven，發音：[ˈplɛvɛn]），是北保加利亞繼瓦爾納和魯塞以後的第三大城市，為普列文州的州府和普列文市鎮的行政中心。有國際列車通過普列文。
截至2011年2月，市內人口為106,011人，是保加利亞人口第七多的城市。

## 歷史
普列文地區自公元前5000年的新石器時代已有人類居住的痕跡。該地區在古羅馬時期成為了羅馬帝國默西亞行省的一部分。中世紀時期，普列文成為了保加利亞第一帝國和保加利亞第二帝國的一個發展良好的城市。
在鄂圖曼統治時期，該市保存了其保加利亞的外觀和文化。1825年，普列文開辦了首間世俗學校。1839年，普列文開辦了第一所男子學校。一年後，市內開辦了首間女子學校。在1877年的俄土戰爭中，俄軍與土耳其軍隊曾於這裡爆發激戰。
俄土戰爭 (1877年-1878年)以後，保加利亞脫離鄂圖曼帝國統治，得以重建成為國家。普列文亦經歷了顯著的人口和經濟增長，逐步建立成為北保加利亞的文化中心。

## 人口及宗教
根據2011年的人口普查，在2011年2月城內的人口為106,011人， 其中94%為保加利亞人，5%為羅姆人，其他民族則佔市內人口的1%。市內的居民數量在1988至1991年間達至高峰，當時市內人口超越135,000人
絕大部分(超過90%)的普列文市居民是東正教徒，5%的市民為羅馬天主教徒，還有5%信奉伊斯蘭教。市內有3座東正教堂，分別在1834、1870和1934年興建。在2001年，一座大型的花地瑪教堂開始建設。此外，市內有1座循道宗教堂和1座服務市內穆斯林的清真寺。

## 經濟
在前蘇聯時期，普列文是石油加工、金屬冶煉、製造機械、輕工業和食品工業的主要中心。在1989年的經濟危機後，不少大型企業倒閉或停上運作。然而在1990年代末期至21世紀初，普列文的輕工業開始得到復甦，並發展了生產針織品和商品服裝的分支。此外，當地的旅遊業曾在1989年以前吸引不少來自蘇聯的旅客，但隨後走向低迷，直至踏入21世紀才有所提升。有不少外資在這裡投資開店。
當地的失業率從2000年的17%逐步降至2005年的7.5%，並持續下跌。

## 地理及氣候
普列文市位於歷史地區默西亞，在多瑙河平原的中心地帶。它是北保加利亞的行政、經濟、政治、文化和交通中心，距首都索非亞170公里。
普列文在多瑙河以南50公里、黑海海岸以西320公里處，屬溫帶大陸性氣候，冬天有時十分寒冷，氣溫可跌至-20°C，伴隨大雪。春天則較暖和，氣溫大約在25°C；夏天十分炎熱，在六、七、八月氣溫可違40°C，夏天普列文的平均氣溫在30°C左右，雷暴頻繁。
| 普列文              | 普列文        | 普列文        | 普列文        | 普列文        | 普列文        | 普列文        | 普列文        | 普列文        | 普列文        | 普列文        | 普列文        | 普列文        | 普列文         |
| 月份                | 1月           | 2月           | 3月           | 4月           | 5月           | 6月           | 7月           | 8月           | 9月           | 10月          | 11月          | 12月          | 全年           |
| ------------------- | ------------- | ------------- | ------------- | ------------- | ------------- | ------------- | ------------- | ------------- | ------------- | ------------- | ------------- | ------------- | -------------- |
| 历史最高温 °C（°F） | 21.6 (70.9)   | 23.6 (74.5)   | 27.0 (80.6)   | 29.8 (85.6)   | 34.1 (93.4)   | 40.5 (104.9)  | 43.4 (110.1)  | 41.8 (107.2)  | 36.0 (96.8)   | 32.5 (90.5)   | 28.4 (83.1)   | 21.5 (70.7)   | 18.18 (64.718) |
| 平均高温 °C（°F）   | 4.45 (40.01)  | 7.48 (45.46)  | 13.32 (55.98) | 18.76 (65.76) | 24.86 (76.75) | 28.14 (82.65) | 30.7 (87.3)   | 30.28 (86.50) | 24.2 (75.6)   | 18.64 (65.55) | 11.85 (53.33) | 5.46 (41.83)  | 43.4 (110.1)   |
| 平均低温 °C（°F）   | −3.81 (25.14) | −2.59 (27.34) | 1.85 (35.33)  | 6.44 (43.59)  | 11.75 (53.15) | 15.14 (59.25) | 16.85 (62.33) | 16.71 (62.08) | 11.73 (53.11) | 7.05 (44.69)  | 2.35 (36.23)  | −2.71 (27.12) | 6.73 (44.114)  |
| 历史最低温 °C（°F） | −22.2 (−8.0)  | −21.0 (−5.8)  | −11.6 (11.1)  | −2.4 (27.7)   | 3.5 (38.3)    | 0.3 (32.5)    | 9.2 (48.6)    | 10.3 (50.5)   | 3.6 (38.5)    | −4.5 (23.9)   | −6.1 (21.0)   | −16.8 (1.8)   | −22.2 (−8.0)   |
| 平均降水量 mm（）   | 43.2 (1.701)  | 46.6 (1.835)  | 45 (1.76)     | 37.9 (1.492)  | 64.4 (2.535)  | 54.7 (2.154)  | 71.1 (2.799)  | 57 (2.26)     | 55.8 (2.197)  | 45.7 (1.799)  | 25 (0.98)     | 52.3 (2.059)  | 598.7 (23.571) |
| 来源：              |               |               |               |               |               |               |               |               |               |               |               |               |                |

http://www.stringmeteo.com （页面存档备份，存于）

## 友好城市
- 白俄羅斯 布列斯特
- 中华人民共和国 锦州市
- 中华人民共和国 永川区（重庆市辖区）
- 德国 凱撒斯勞滕
- 希腊 埃澤薩
- 希腊 沃洛斯
- 北馬其頓 比托拉市镇
- 北馬其頓 卡瓦達爾齊市鎮
- 摩洛哥 阿加迪爾
- 葡萄牙 吉馬良斯
- 俄羅斯 中央行政區 (莫斯科)
- 俄羅斯 頓河畔羅斯托夫
- 羅馬尼亞 布勒伊拉
- 塞爾維亞 上米拉諾瓦茨
- 土耳其 布爾薩
- 土耳其 博德魯姆
- 乌克兰 切爾諾夫策
- 美国 夏律第鎮

## 當地景觀

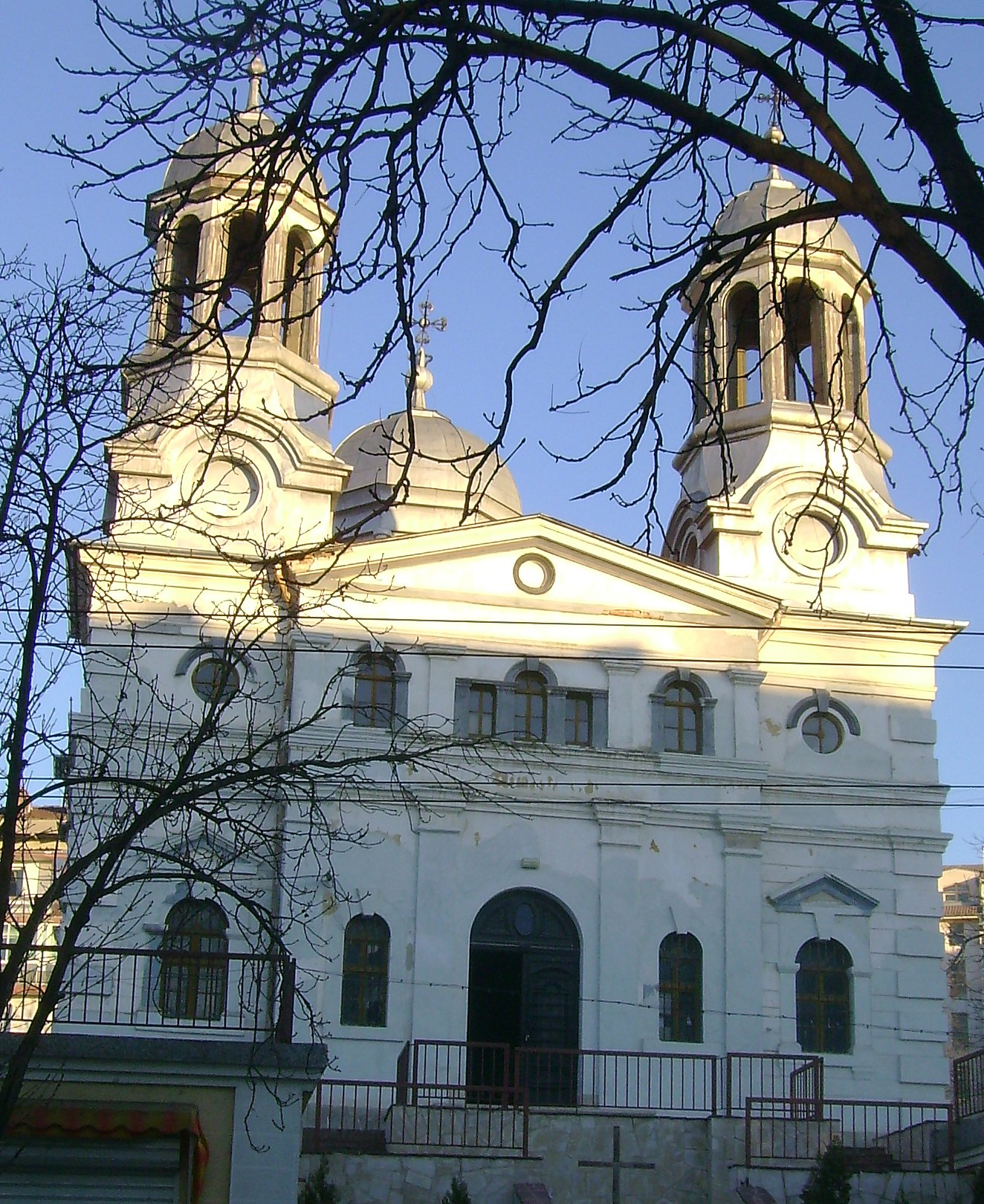
"St Troitsa" 教堂
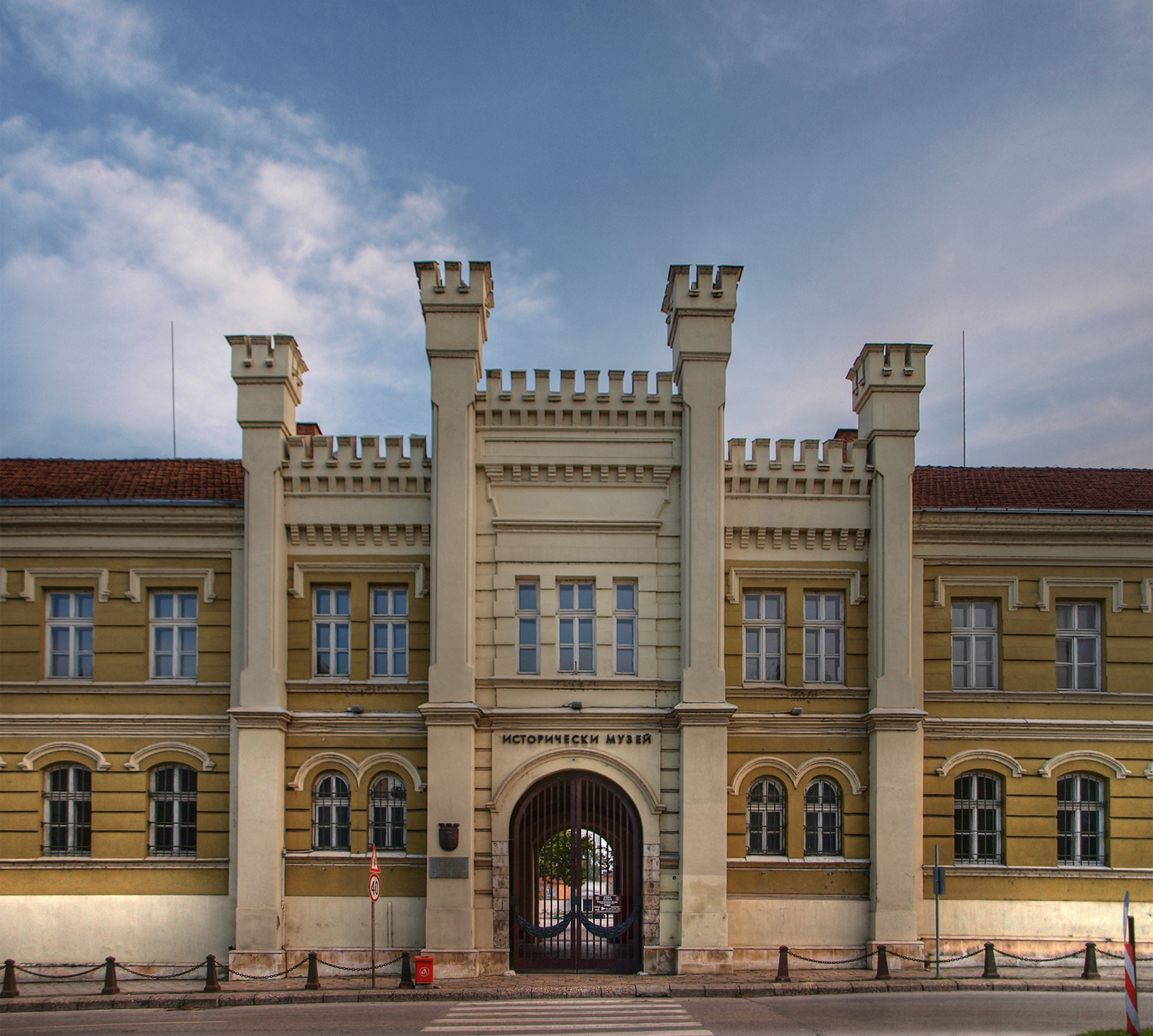
歷史博物館的主要入口，館內面積達7,000平方米
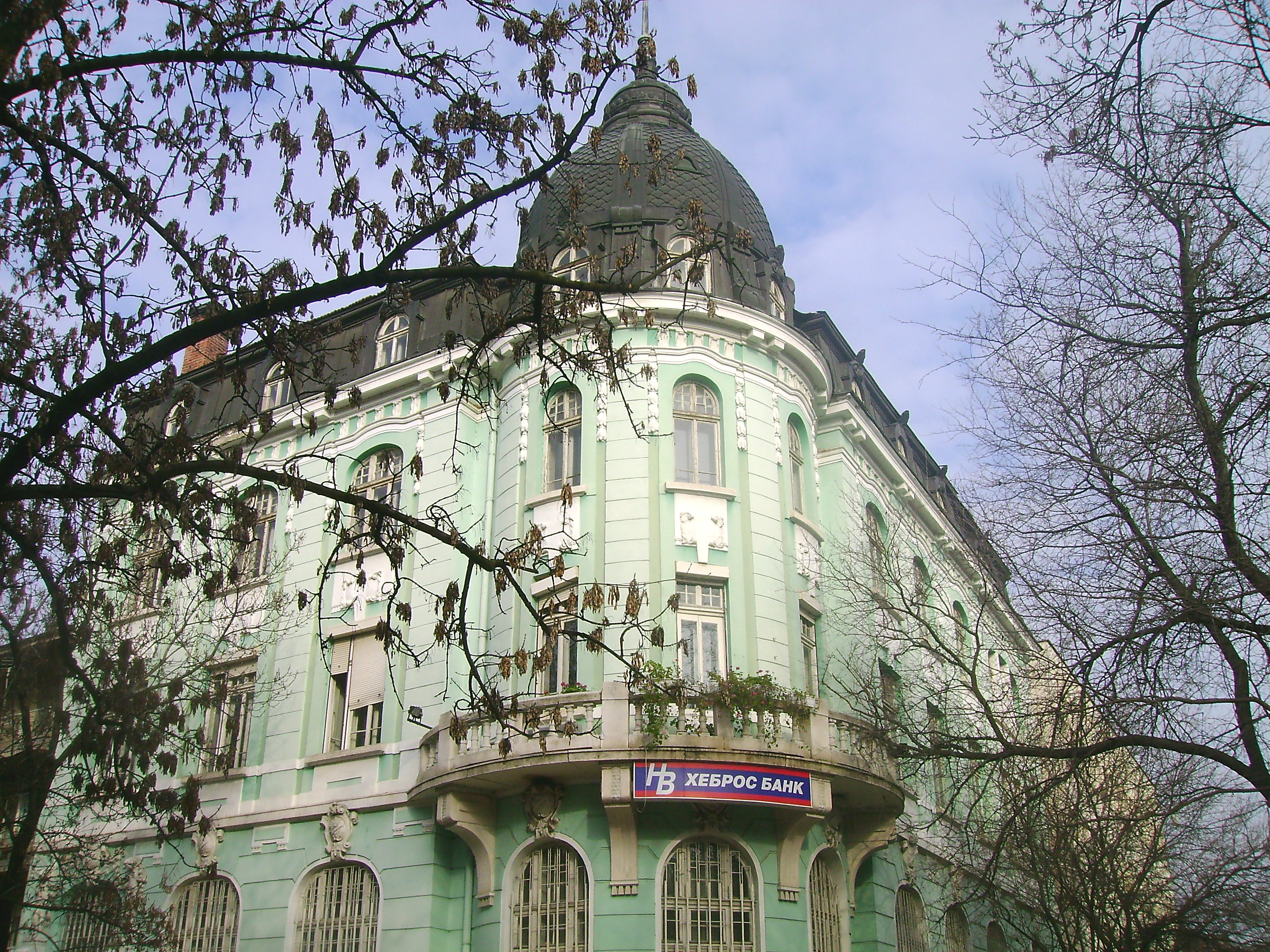
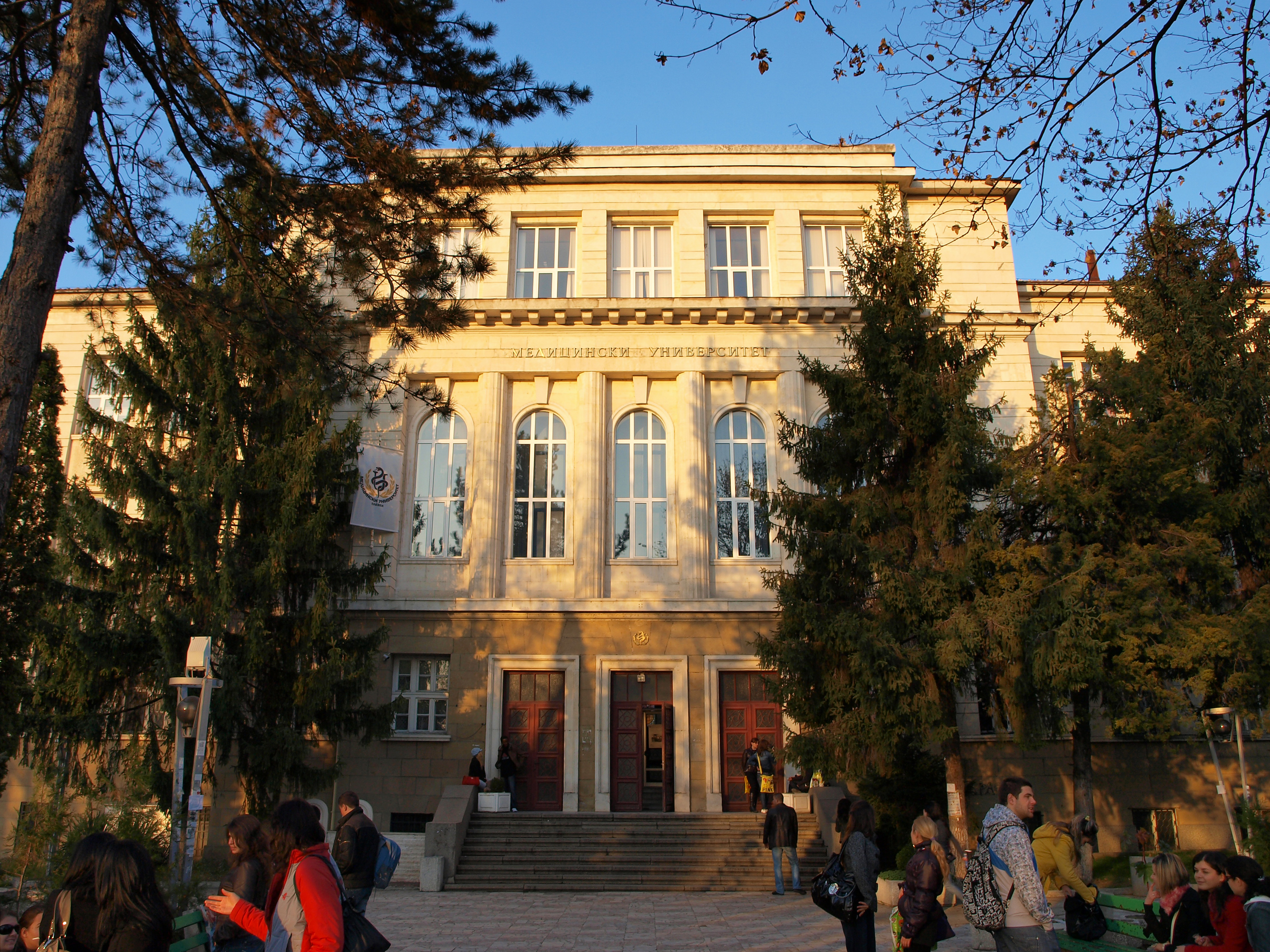
普列文醫療大學，1974年創辦
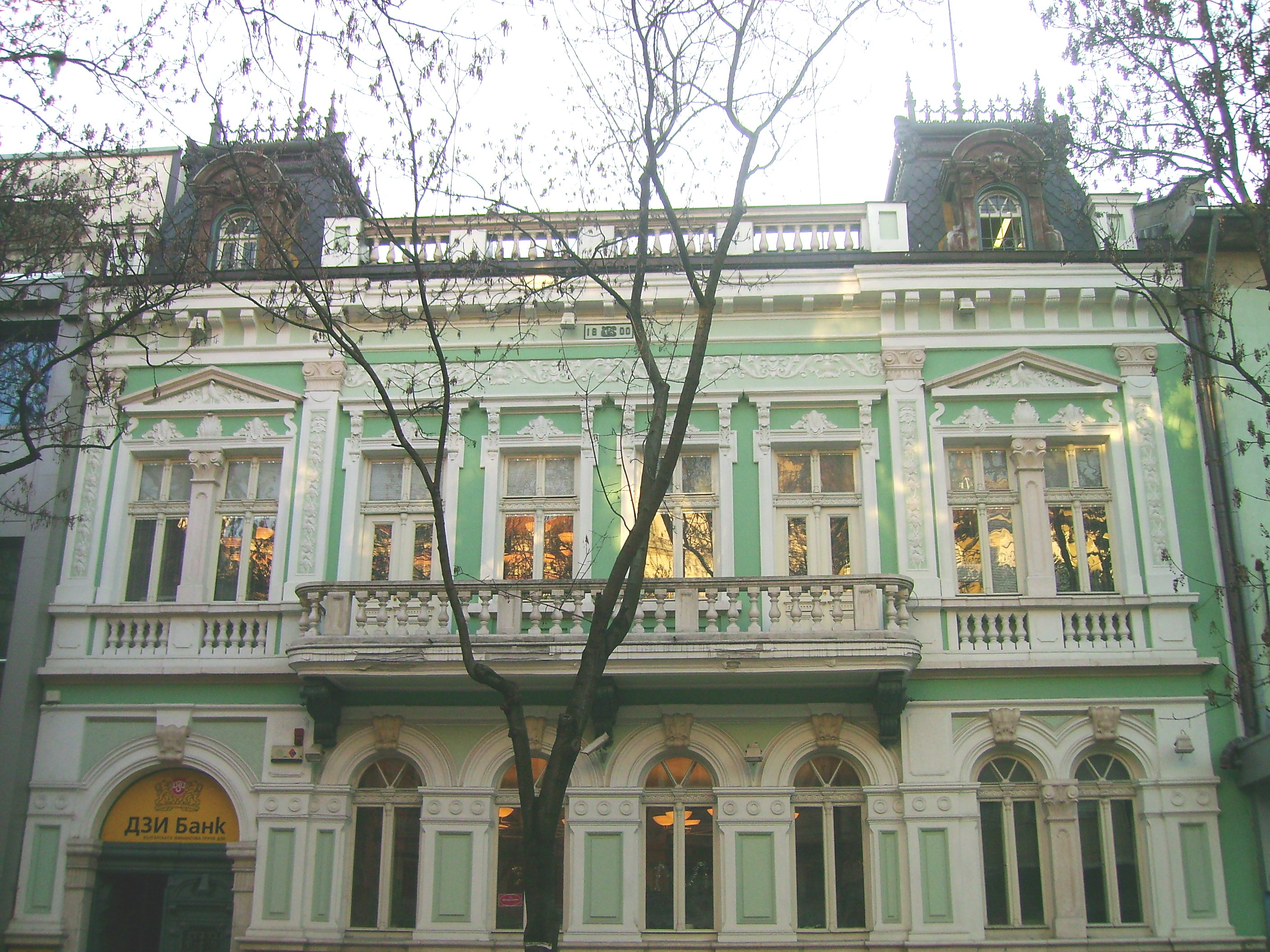
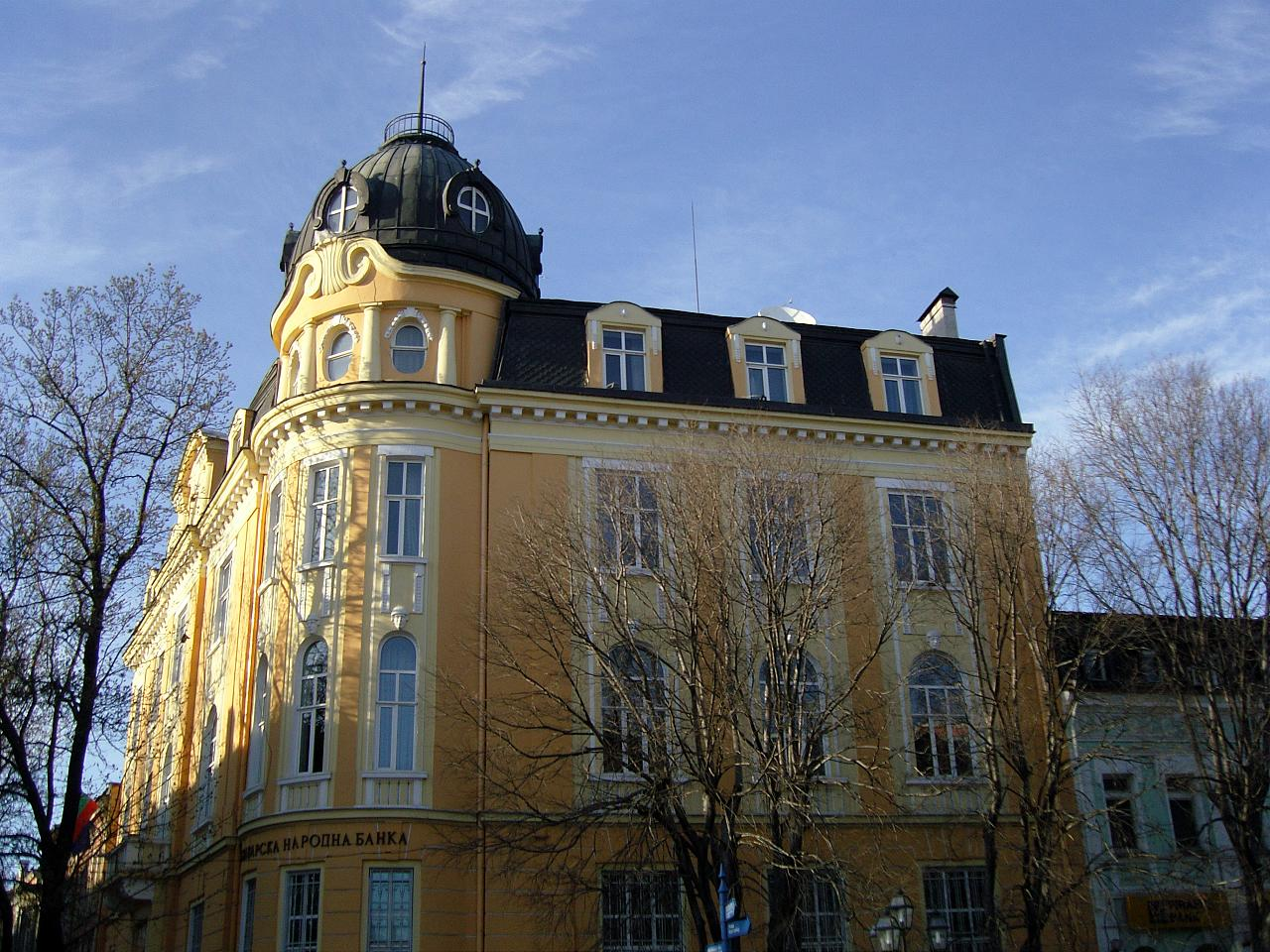
古典的建築物
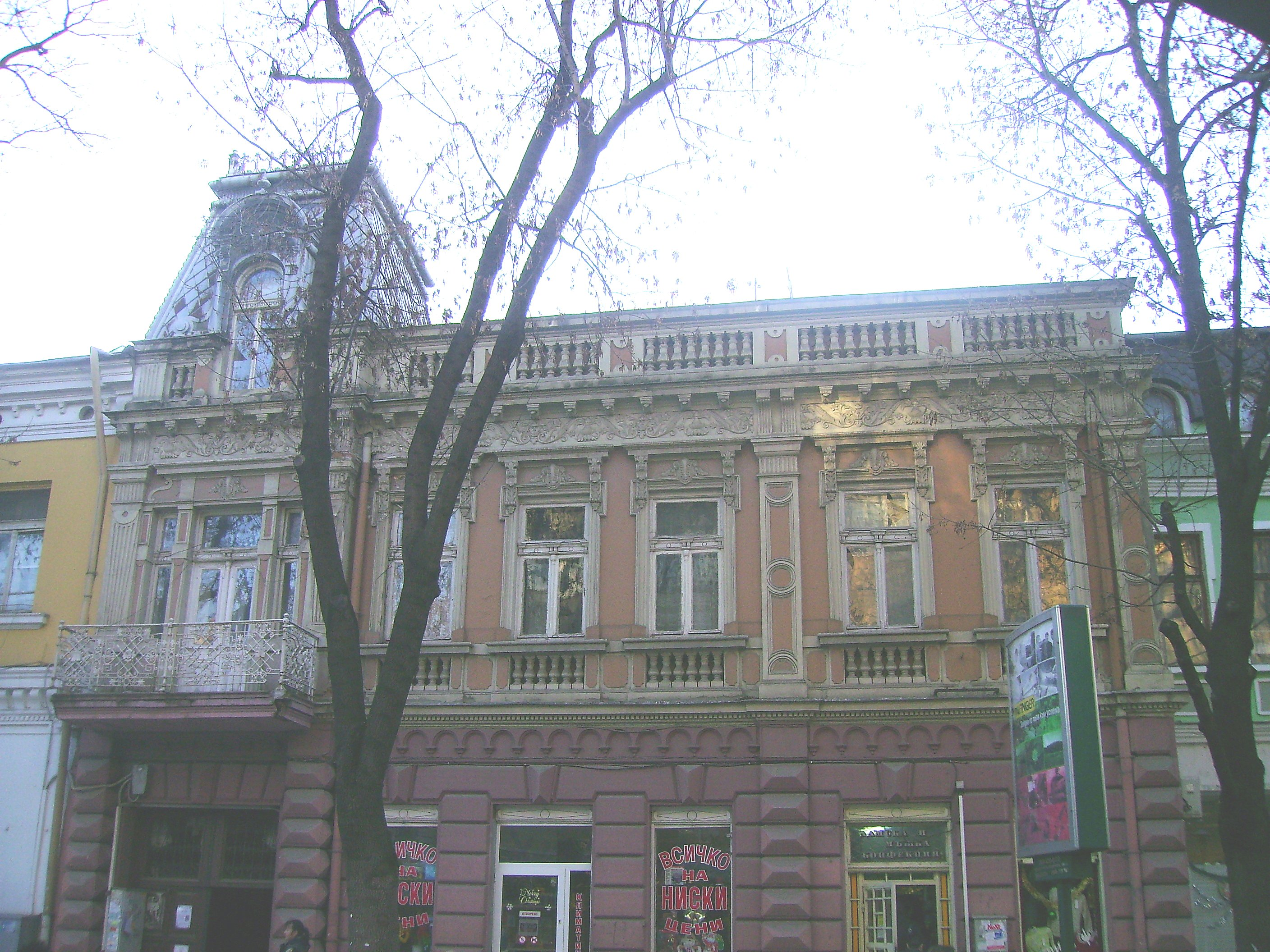
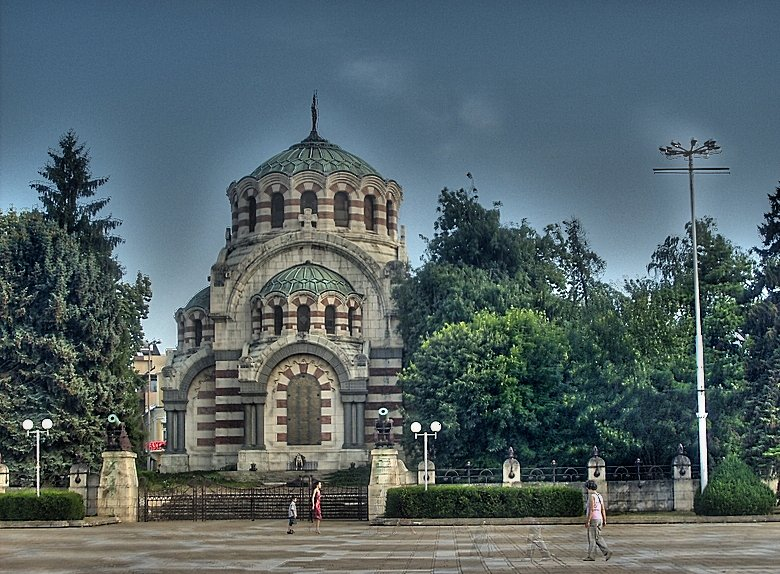
征服者聖喬治禮拜聖陵，為該市的地標之一
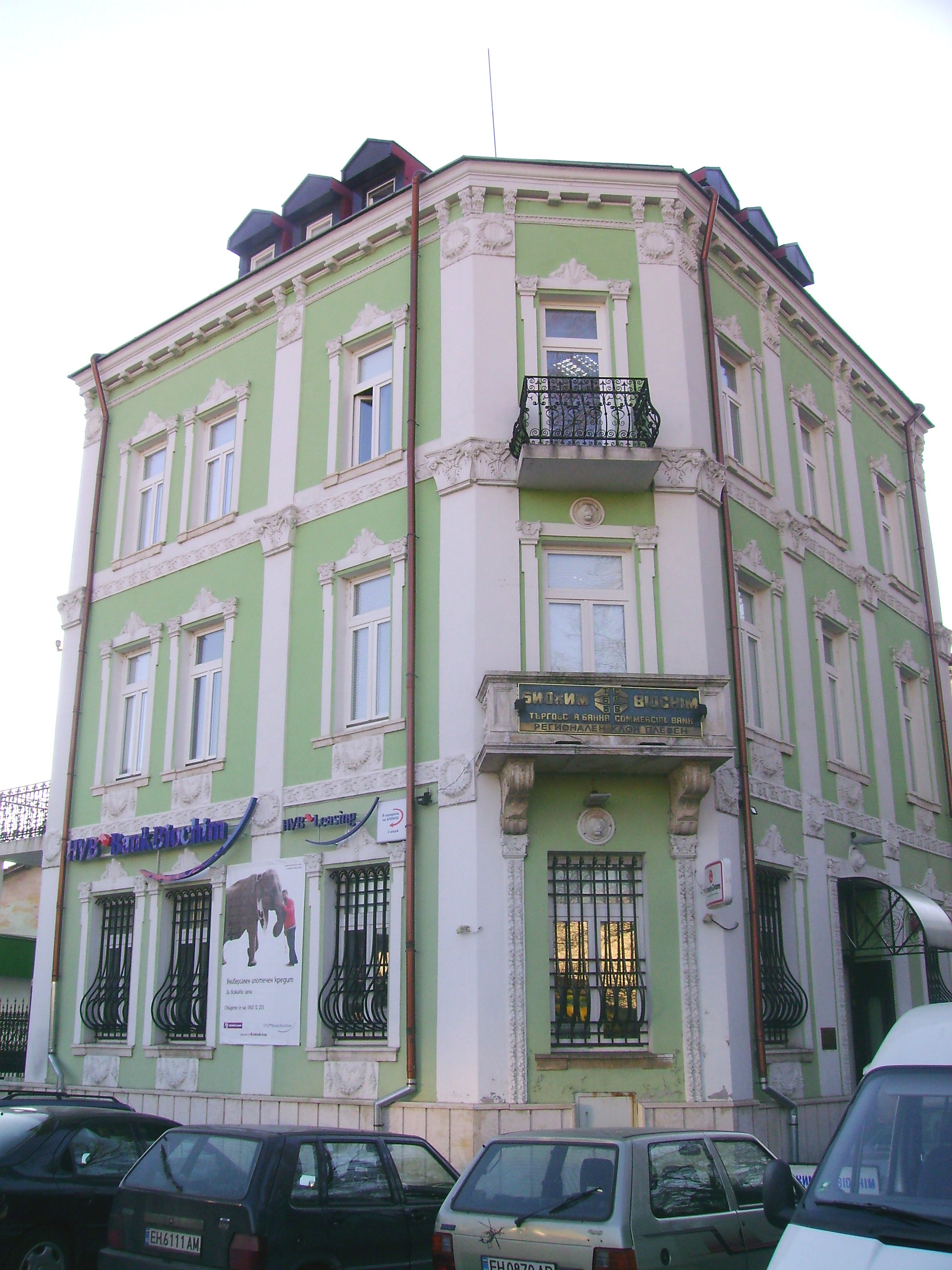
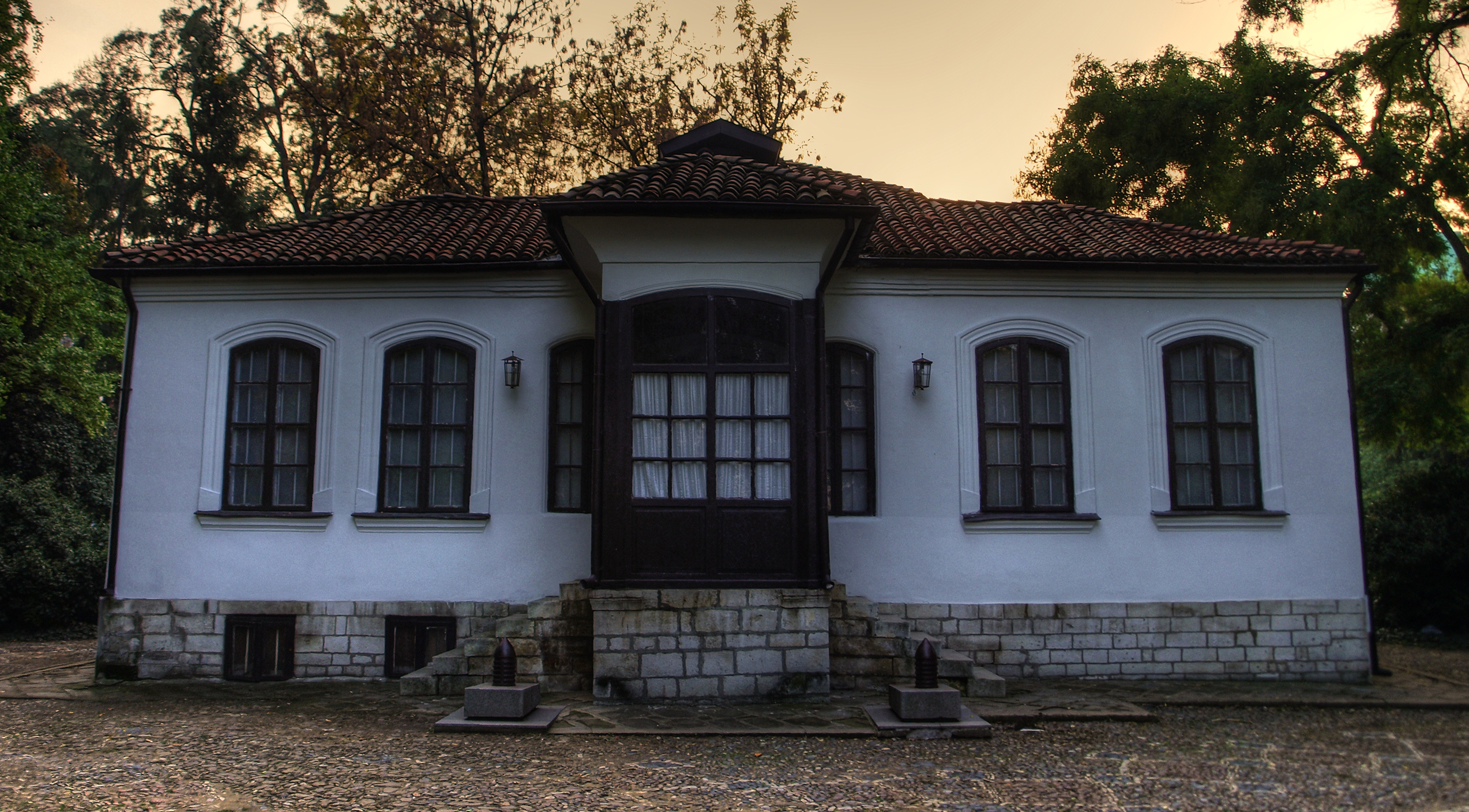
普列文解放博物館
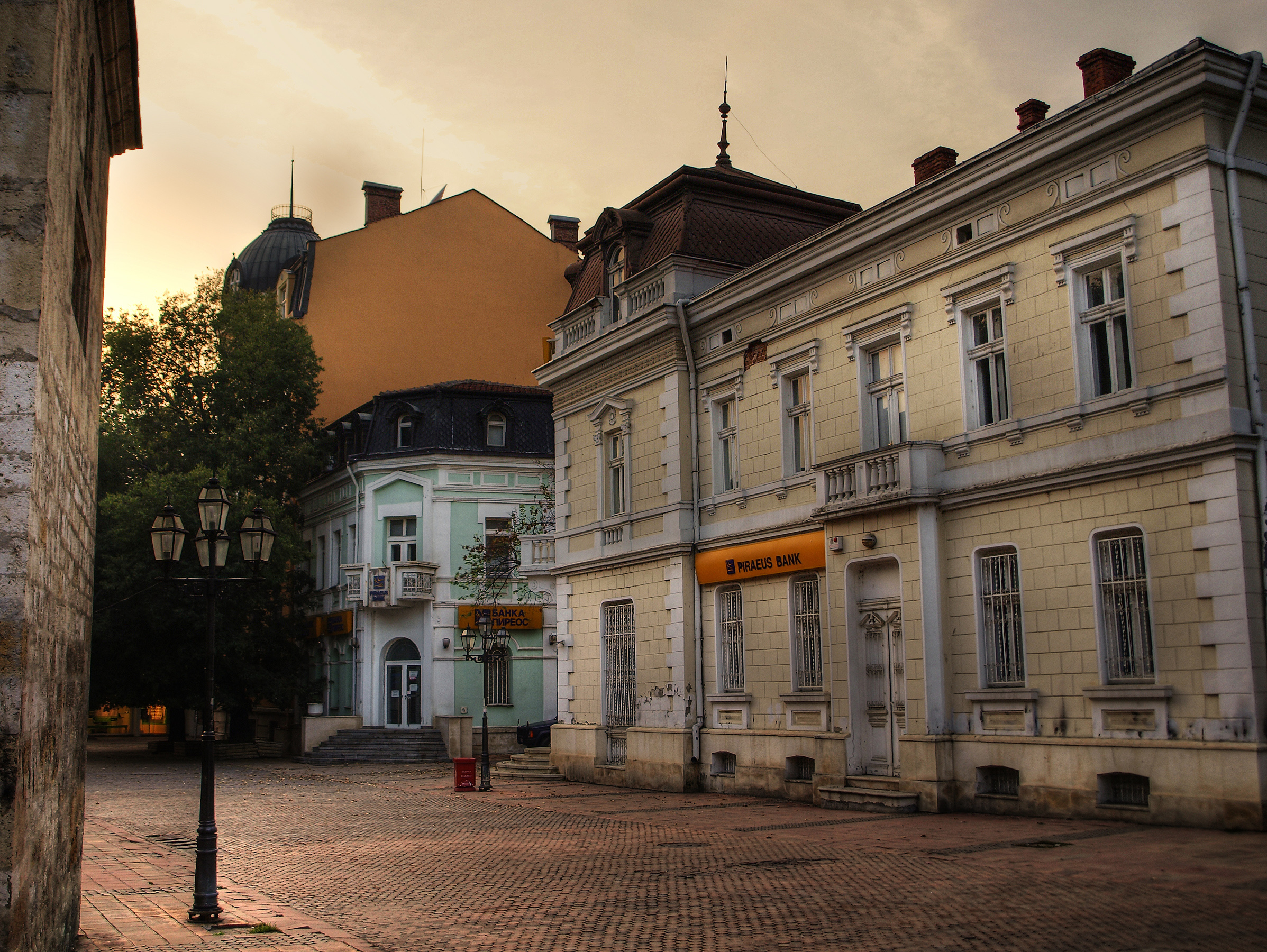
位於普列文中部的兩座銀行
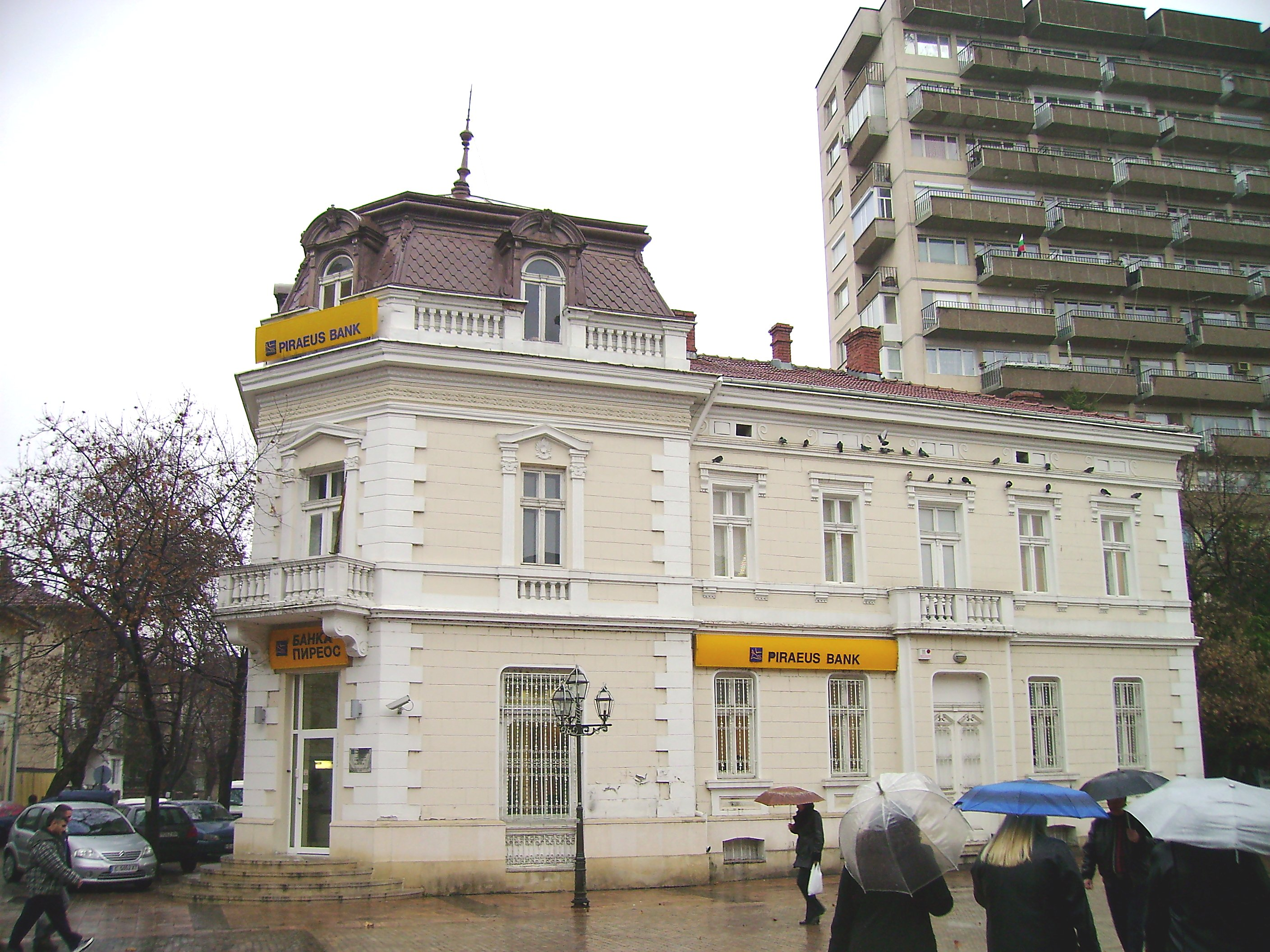
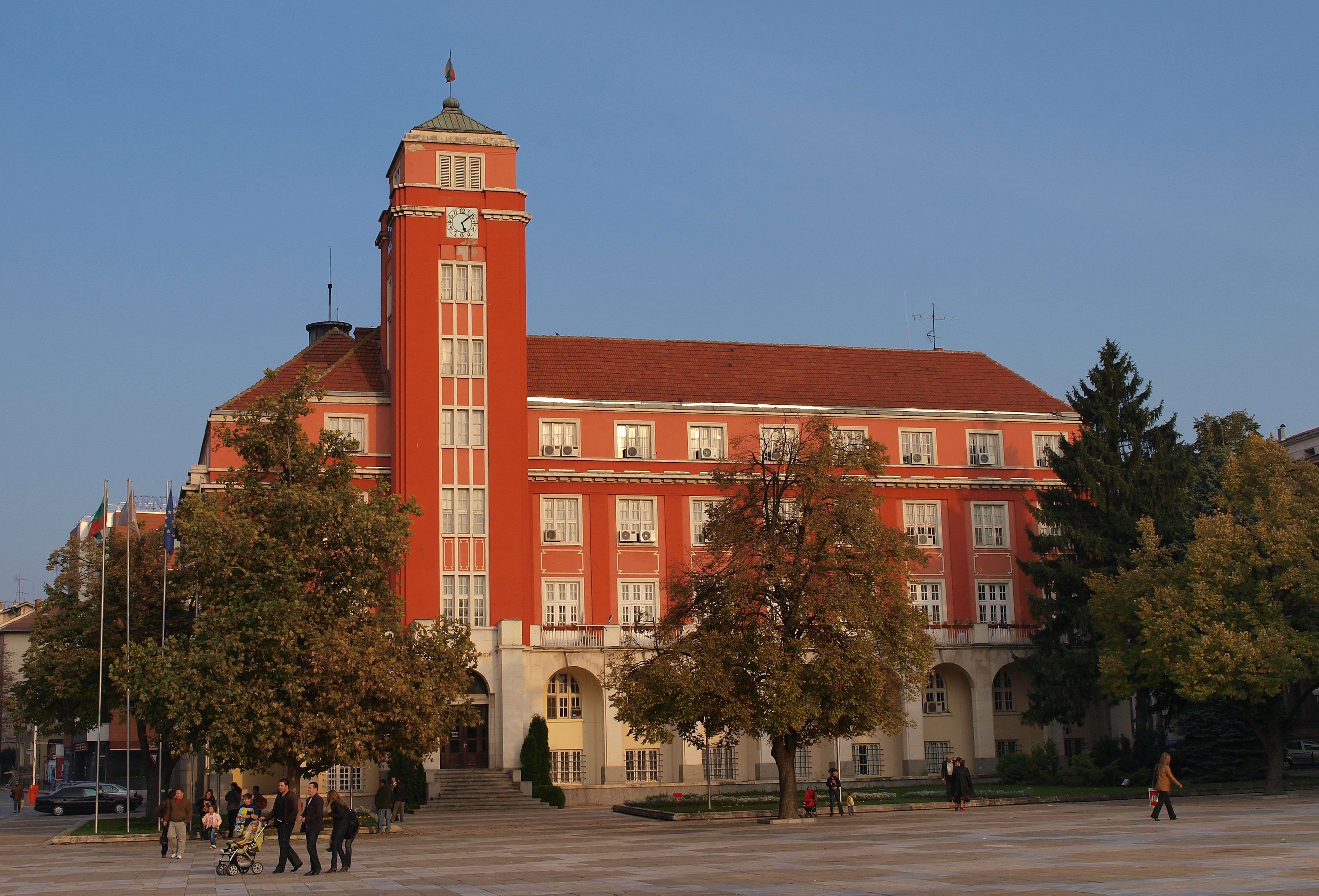
普列文市政厅
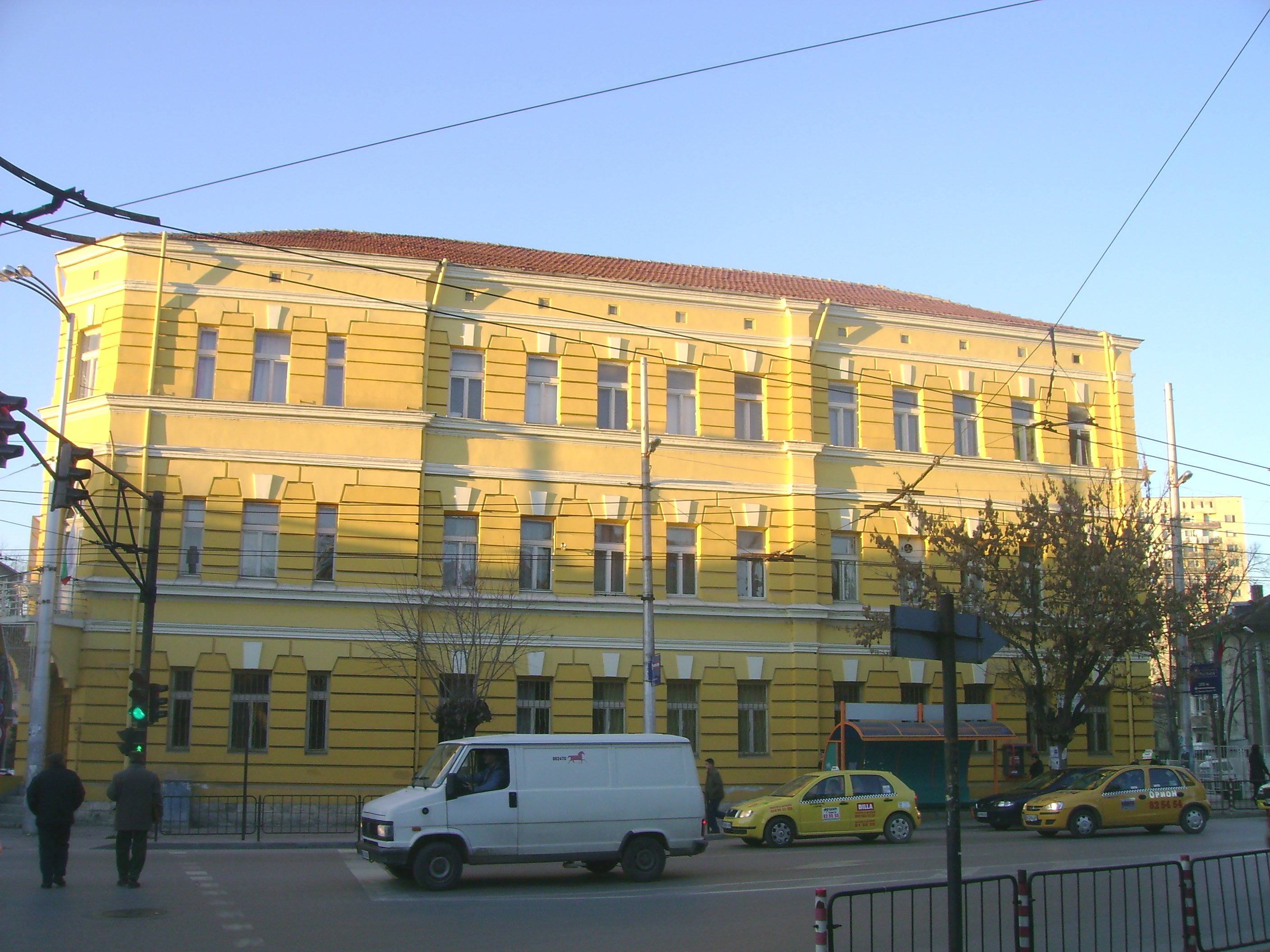
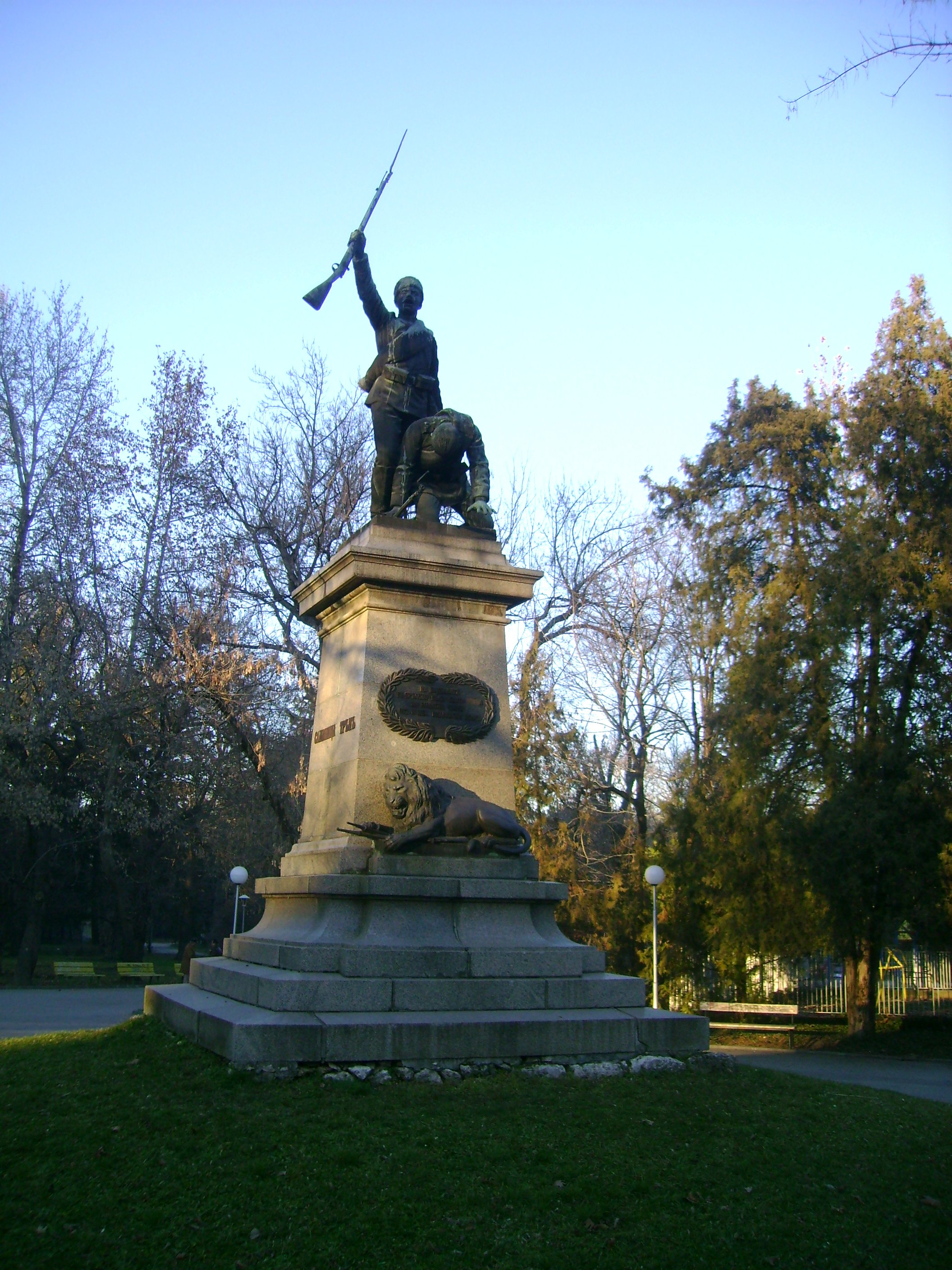
普列文紀念碑
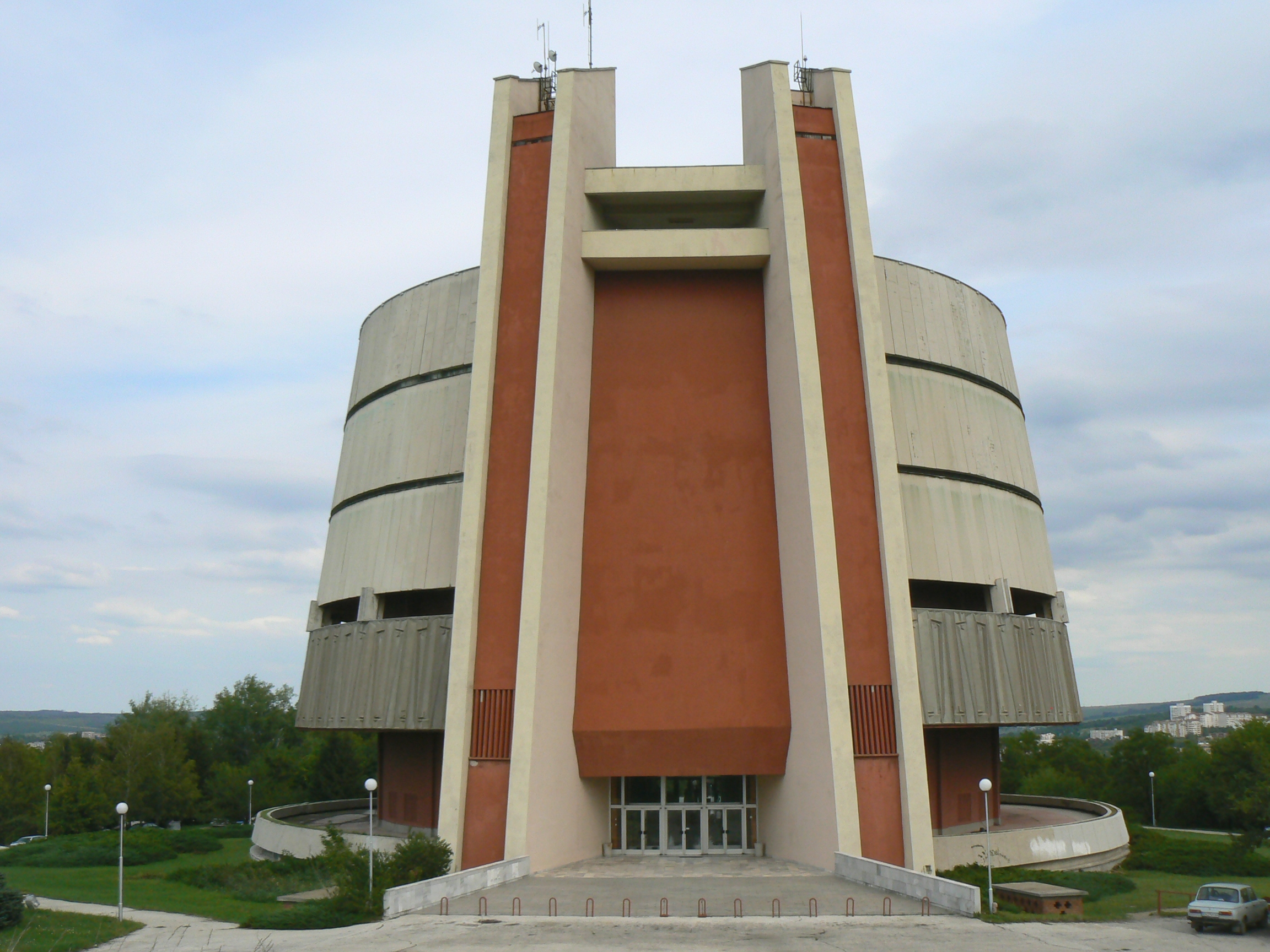